# Lou Henry Hoover
Louise Henry Hoover (Iowa, 29. ožujka 1874. – New York, 7. siječnja 1944.) je bila supruga 31. američkog predsjednika Herberta Hoovera od 4. ožujka 1929. do 4. ožujka 1933.